# Hovhannès Sarkavag
Hovhannès Sarkavag (en arménien Յովհաննէս Սարկաւագ; ca. 1047-1129) ou Jean le diacre, également surnommé Imastaser (« le philosophe »), est un théologien, philosophe, grammairien, mathématicien, musicologue, cosmographe et historien arménien des XIe et XIIe siècles.

## Biographie
Fils de prêtre, Hovhannès naît vers 1047 dans le village de Pib (ou Pip) dans la province de l'Outik en Arménie historique, se trouvant au nord de l'Artsakh. Il étudie aux écoles des monastères de Sanahin et de Haghpat, et passe une grande partie de sa vie dans ce dernier monastère, où il devient diacre et probablement vardapet. Il s'intéresse tout d'abord à l'étude de la musique, avant d'étendre ses connaissances à la théologie, la philosophie, la grammaire, les mathématiques, la cosmographie et l'histoire. En outre, selon la version arménienne des Chroniques géorgiennes, il est le confesseur du roi David IV de Géorgie.
Il s'établit ensuite à Ani, la capitale bagratide, où il fonde une école de grammaire et où il introduit le quadrivium. Il y a notamment pour étudiant Samuel d'Ani.
Il meurt en 1129.

## Œuvres
Redécouvert au XIXe siècle, nombre de ses œuvres sont aujourd'hui perdues, à commencer par son Histoire.
Il laisse dix-sept écrits au sujet du calendrier et, après une mise à jour en 1084 des tables d'Anania de Shirak, il crée un calendrier perpétuel de 365 jours et un quart.
Il est en outre l'auteur de commentaires sur des auteurs anciens, d'œuvres philosophiques, esthétiques (dont son poème Discours sur la sagesse), éthiques et théologiques (dont des hymnes et des eulogies).
Enfin, il est avec Grégoire de Narek une des deux sources principales de Nersès IV Chnorhali.